# Sollevamento pesi ai Giochi della XIV Olimpiade
Le competizioni di sollevamento pesi dei Giochi della XIV Olimpiade del 1948, disputate nel Regno Unito, furono considerate valide anche come 30º campionati europei di sollevamento pesi organizzati dalla International Weightlifting Federation, e si svolsero dal 9 all'11 agosto 1948 presso l'Earls Court Exhibition Centre di Londra.
A differenza di Berlino 1936 il programma ha visto l'esordio della categoria "pesi gallo" portando le categorie come segue:
- Pesi Gallo (fino a 56 kg)
- Pesi piuma (fino a 60 kg)
- Pesi leggeri (fino a 67,5 kg)
- Pesi medi (fino a 75 kg)
- Pesi massimi-leggeri (fino a 82,5 kg)
- Pesi massimi (oltre 82,5 kg)

## Calendario
| Sollevamento pesi ai Giochi della XIV Olimpiade | Sollevamento pesi ai Giochi della XIV Olimpiade | Sollevamento pesi ai Giochi della XIV Olimpiade | Sollevamento pesi ai Giochi della XIV Olimpiade | Sollevamento pesi ai Giochi della XIV Olimpiade | Sollevamento pesi ai Giochi della XIV Olimpiade | Sollevamento pesi ai Giochi della XIV Olimpiade | Sollevamento pesi ai Giochi della XIV Olimpiade | Sollevamento pesi ai Giochi della XIV Olimpiade | Sollevamento pesi ai Giochi della XIV Olimpiade | Sollevamento pesi ai Giochi della XIV Olimpiade | Sollevamento pesi ai Giochi della XIV Olimpiade | Sollevamento pesi ai Giochi della XIV Olimpiade | Sollevamento pesi ai Giochi della XIV Olimpiade | Sollevamento pesi ai Giochi della XIV Olimpiade | Sollevamento pesi ai Giochi della XIV Olimpiade | Sollevamento pesi ai Giochi della XIV Olimpiade | Sollevamento pesi ai Giochi della XIV Olimpiade |
| Eventi / Giorni                                 | Luglio/Agosto 1948                              | Luglio/Agosto 1948                              | Luglio/Agosto 1948                              | Luglio/Agosto 1948                              | Luglio/Agosto 1948                              | Luglio/Agosto 1948                              | Luglio/Agosto 1948                              | Luglio/Agosto 1948                              | Luglio/Agosto 1948                              | Luglio/Agosto 1948                              | Luglio/Agosto 1948                              | Luglio/Agosto 1948                              | Luglio/Agosto 1948                              | Luglio/Agosto 1948                              | Luglio/Agosto 1948                              | Luglio/Agosto 1948                              | Luglio/Agosto 1948                              |
| Eventi / Giorni                                 | 29                                              | 30                                              | 31                                              | 1                                               | 2                                               | 3                                               | 4                                               | 5                                               | 6                                               | 7                                               | 8                                               | 9                                               | 10                                              | 11                                              | 12                                              | 13                                              | 14                                              |
| ----------------------------------------------- | ----------------------------------------------- | ----------------------------------------------- | ----------------------------------------------- | ----------------------------------------------- | ----------------------------------------------- | ----------------------------------------------- | ----------------------------------------------- | ----------------------------------------------- | ----------------------------------------------- | ----------------------------------------------- | ----------------------------------------------- | ----------------------------------------------- | ----------------------------------------------- | ----------------------------------------------- | ----------------------------------------------- | ----------------------------------------------- | ----------------------------------------------- |
| Pesi gallo                                      |                                                 |                                                 |                                                 |                                                 |                                                 |                                                 |                                                 |                                                 |                                                 |                                                 |                                                 | Finale                                          |                                                 |                                                 |                                                 |                                                 |                                                 |
| Pesi piuma                                      |                                                 |                                                 |                                                 |                                                 |                                                 |                                                 |                                                 |                                                 |                                                 |                                                 |                                                 | Finale                                          |                                                 |                                                 |                                                 |                                                 |                                                 |
| Pesi leggeri                                    |                                                 |                                                 |                                                 |                                                 |                                                 |                                                 |                                                 |                                                 |                                                 |                                                 |                                                 |                                                 | Finale                                          |                                                 |                                                 |                                                 |                                                 |
| Pesi medi                                       |                                                 |                                                 |                                                 |                                                 |                                                 |                                                 |                                                 |                                                 |                                                 |                                                 |                                                 |                                                 | Finale                                          |                                                 |                                                 |                                                 |                                                 |
| Pesi massimi-leggeri                            |                                                 |                                                 |                                                 |                                                 |                                                 |                                                 |                                                 |                                                 |                                                 |                                                 |                                                 |                                                 |                                                 | Finale                                          |                                                 |                                                 |                                                 |
| Pesi massimi                                    |                                                 |                                                 |                                                 |                                                 |                                                 |                                                 |                                                 |                                                 |                                                 |                                                 |                                                 |                                                 |                                                 | Finale                                          |                                                 |                                                 |                                                 |

## Podi
| Evento                          | Oro              | Perform. | Argento            | Perform. | Bronzo          | Perform. |
| Pesi gallo (dettagli)           | Joseph DePietro  | 307,5    | Julian Creus       | 297,5    | Richard Tom     | 295,0    |
| Pesi piuma (dettagli)           | Mahmoud Fayad    | 332,5    | Rodney Wilkes      | 317,5    | Jafar Salmasi   | 312,5    |
| Pesi leggeri (dettagli)         | Ibrahim Shams    | 360,0    | Attia Hamouda      | 360,0    | Jim Halliday    | 340,0    |
| Pesi medi (dettagli)            | Frank Spellman   | 390,0    | Peter George       | 382,5    | Kim Seong-jip   | 380,0    |
| Pesi massimi-leggeri (dettagli) | Stanley Stanczyk | 417,5    | Harold Sakata      | 380,0    | Gösta Magnusson | 375,0    |
| Pesi massimi (dettagli)         | John Henry Davis | 452,5    | Norbert Schemansky | 425,0    | Abraham Charité | 412,5    |

## Medagliere
| Posizione | Paese             |   |   |   | Totale |
| --------- | ----------------- | - | - | - | ------ |
| 1         | Stati Uniti       | 4 | 3 | 1 | 8      |
| 2         | Egitto            | 2 | 1 | 0 | 3      |
| 3         | Gran Bretagna     | 0 | 1 | 1 | 2      |
| 4         | Trinidad e Tobago | 0 | 1 | 0 | 1      |
| 5         | Svezia            | 0 | 0 | 1 | 1      |
| 5         | Paesi Bassi       | 0 | 0 | 1 | 1      |
| 5         | Iran              | 0 | 0 | 1 | 1      |
| 5         | Corea del Sud     | 0 | 0 | 1 | 1      |
| Totale    | Totale            | 6 | 6 | 6 | 18     |